# Атака всіх монстрів
«Атака всіх монстрів» («Атака Ґодзілли», яп. ゴジラ•ミニラ•ガバラオール怪獣大進撃, англ. Godzilla, Minilla, Gabara: All Monsters Attack, дослівно — «Ґодзілла, Мінілла, Ґабара: Атака всіх монстрів») — японський кайдзю-фільм 1969 року, знятий Ісіро Хондою. Це десятий фільм про Ґодзіллу, третій про Мініллу, Горозавра, Манду, Ангіруса і Кумонгу, другий про Камакураса, Ебіру і Оокондору, і перший і єдиний за участю Ґабари. Також це другий фільм, події якого розгортаються на Острові Монстрів (Monster Island). Фільм вийшов в японський прокат 20 грудня 1969 року.
У 1971 році фільм вийшов в американський прокат під назвою «Помста Ґодзілли» (англ. Godzilla's Revenge).
Реліз фільму на DVD відбувся у 2007 році.

## Сюжет
Ічіро Мікі — дуже весела, але самотня дитина, він виріс у забрудненому місті Кавасакі. Щодня він приходить додому в порожню квартиру своїх батьків. Його єдиними друзями є виробник іграшок на ім'я Шінпей Інамі та молода дівчина на ім'я Сачіко. Щодня після школи над Ічіро знущається банда хуліганів на чолі з дитиною на ім'я Габара. Щоб уникнути своєї самотності, Ічіро засинає і йому сниться острів Монстрів. Під час свого уявного візиту на острів Монстрів він стає свідком битви Ґодзілли з трьома Камакурасами та Ебірою, гігантським морським чудовиськом. Потім Ічіро переслідує Камакурас, через що Ічіро потрапляє в глибоку печеру, але на щастя Камакурасу не вдається спіймати його. Незабаром після цього Мінілла витягує Ічіро з печери. Ічіро швидко дізнається, що у Мініли теж є проблеми з хуліганом, оскільки над ним знущається жахливе чудовисько, відоме як Ґабара.
Потім Ічіро будить Шінпей, який повідомляє йому, що його мати повинна знову працювати допізна. Ічіро виходить гратися на вулицю, але потім помічає хуліганів і втікає на закинуту фабрику та досліджує її. Знайшовши кілька сувенірів (трубочки, гарнітуру та гаманець з чиєюсь ліцензією), Ічіро покидає завод, почувши поруч сирени. Після того, як Ічіро пішов, два грабіжники банків, які переховувались на заводі, дізнаються, що Ічіро знайшов посвідчення водія одного з грабіжників і слідують за ним, щоб викрасти його.
Пізніше, після вечері з Шінпеєм, Ічіро знову засинає і разом з Мініллою спостерігає за тим, як Ґодзілла бореться з Ебірою, Кумонгою та деякими іншими монстрами. Потім посеред бійки Ґодзілли з'являється Ґабара, і Мінілла змушений битися з ним. Після короткого бою Мінілла втікає. Ґодзілла повертається, щоб навчити Мінілу як битися і використовувати власний атомний промінь. Однак Ічіро будять грабіжники. Після цього вони беруть його в заручники.
Під наглядом злодіїв, Ічіро кличе на допомогу Мінілу і знову засинає. Він стає свідком того, як на Мініллу знову нападає Ґабара. Нарешті, Ічіро допомагає Мініллі відбитися від Ґабари, і врешті-решт, Мінілла перемагає. Ґодзілла, який прохрдив повз, прийшов привітати Мініллу за перемогу, але на Ґодзіллу нападає Ґабара. Ґодзілла легко перемагає Ґабару. Тепер Ґабара більше ніколи не турбуватиме Мініллу. Коли Ічіро прокидається, він вирішує протистояти своїм страхам і дати відсіч. Набравшись сміливості, він тікає від злодіїв, а поліція, яку викликав Шінпей, приїхала та заарештувала їх. Наступного дня Ічіро бореться з хуліганами та перемагає їх, та навіть починає з ними дружити.

## Кайдзю
- Ґодзілла
- Мінілла
- Ґабара
- Ангірус
- Манда
- Горозавр
- Кумонга
- Ебіра
- Камакурас
- Оокондору

## В ролях
- Томонорі Ядзакі — Ітіро Мікі
- Мачан — Мінілла
- Мідорі Утіяма — Мінілла (озвучення)
- Харуо Накадзіма — Ґодзілла
- Хідемі Іто — Сатіко
- Кендзі Сахара — Кенкіті Мікі
- Ейсей Амамото — Шімпей Інамі
- Кадзуо Судзукі — злодій Окуда
- Сатіо Сакаі — злодій Сембаясі

## Популярність
Це перший фільм про Ґодзіллу, головним героєм якого є дитина. Також це єдиний фільм, в якому Мінілла може розмовляти. Через це фанатами класичних більш серйозних фільмів «Атака всіх монстрів» був оцінений набагато нижче, а в кінотеатрах було продано всього лише 1 480 000 квитків. Неоднозначну оцінку викликав і новий монстр Ґабара. Втім, невдалі моменти фільму можна пояснити тим, що все це привиділося Мікі уві сні.

## Критика
Фільм отримав негативні відгуки і був оцінений фанатами як найгірший фільм про Ґодзіллу. Не сподобалася фанатам величезна кількість кадрів з попередніх фільмів і монстр Ґабара, а також те, що Мінілла може говорити, як людина і що всі події з Ґодзіллою і монстрами — всього лише сон Ітіро. На Rotten Tomatoes фільм отримав 29 % позитивних відгуків. На IMDb фільм отримав 4 бали з 10.

## Цікаві факти
- Це перший фільм про Годзіллу, де часто використовувалися кадри з попередніх фільмів, а саме: «Знищити всіх монстрів», «Ґодзілла проти морського монстра», «Втеча Кінг-Конга» і «Син Ґодзілли». Фактично оригінальною в цьому фільмі є тільки битва Ґодзілли з Ґабарою.
- Бюджет фільму склав в перекладі на американську валюту 150 000 $.